# Jacksonoides
Jacksonoides Wanless, 1988 è un genere di ragni appartenente alla famiglia Salticidae.

## Distribuzione
Le 7 specie note di questo genere sono diffuse in Australia, tutte nella regione del Queensland.

## Tassonomia
A maggio 2010, si compone di sette specie:
- Jacksonoides distinctus Wanless, 1988 — Queensland
- Jacksonoides eileenae Wanless, 1988 — Queensland
- Jacksonoides kochi (Simon, 1900) — Queensland
- Jacksonoides nubilis Wanless, 1988 — Queensland
- Jacksonoides queenslandicus Wanless, 1988[2] — Queensland
- Jacksonoides simplexipalpis Wanless, 1988 — Queensland
- Jacksonoides subtilis Wanless, 1988 — Queensland